# Yuvan Shestálov
Yuvan Nikoláyevich Shestálov (Ruso: Юван Николаевич Шесталов; nacido el 22 de junio de 1937 en Kamratka, Distrito de Beryózovo, Ókrug Autónomo de Janty-Mansí, Unión Soviética  - † 5 de noviembre de 2011) fue un escritor mansi, posiblemente el escritor en idioma mansi más conocido, aunque también ha escrito en ruso. De familia cazadora, refleja en sus obras el vínculo entre los seres humanos y la naturaleza, acercando la realidad de la industrialización destructiva de Siberia Occidental, Tras el desmembramiento de la Unión Soviética, se convirtió al chamanismo, asegurando que los sumerios son los ancestros de los mansi.

## Obras

### Prosa
- Misne.
- Los ojos de la noche blanca
- Fuego sobre fuego
- La canción del último cisne
- El viento azul de Kaslania
- Un poema pagano.
- Cuando el sol me meció (1972)
- El país de las maravillas del norte (1973)

### Poesía
- El juego de los osos
- Kara-Yuia
- Sobre el trineo de hierro
- Pensamientos en la Taiga
- Yulián
- El ídolo
- Latido, mi tambor